# اوكاوتلو (طوت)
اوكاوتلو (بالتركية: Öğütlü)‏ هي قرية تتبع إداريّاً لمديرية طوت في محافظة أديامان التركية الواقعة في جنوب شرق الأناضول. وبلغ عدد سكانها 543 نسمة في عام 2021.